# 제인 시벳
제인 시벳(Jane Sibbett, 1962년 11월 28일 ~ )은 미국의 배우이다.

## 출연 작품
- 버팔로 드림스 (2005)
- 스노우 독스 (2002)
- 백만장자와 베이비시터 (1999)
- 노아 (1998)
- 어라이벌 2 (1998)
- 애들이 똑같아요 (1995)
- 어둠의 부활 (1991)

### 텔레비전
- 프렌즈 (1994-2001)
- Once and Again (2002)